# Droit de l'exécution des peines en France
En France, le droit de l'exécution des peines est la partie du droit pénal qui concerne la période qui fait suite au prononcé de la peine.
Après un jugement pénal, l'exécution des peines, service dépendant du ministère public va mettre en œuvre, avec la collaboration du juge de l'application des peines, des services pénitentiaires, de police ou du Trésor public, les décisions prononcées.
Il s'agit d'un aspect de l'activité pénale qui s'était déroulé sans règles précises et qui avait tendance à être mis de côté par le législateur et dans les juridictions.
En effet, il arrivait fréquemment qu'après le prononcé de la peine, son exécution matérielle (faire payer l'amende, entraîner une incarcération…) était pas ou peu réelle (voir en ce sens le rapport Warsmann). Face à de telles difficultés, il a été créé un véritable droit de l'exécution des peines, qui s'est matérialisé par la loi du 9 mars 2004 (dite loi Perben II) par la création du livre cinquième intitulé « des procédures d'exécution » du Code de procédure pénale.
Dès le 1er janvier 2005, a été mise en vigueur une série très importante de mesures pour mettre à exécution effectivement les peines dans les meilleurs délais (article 707 CPP).
L'exécution des peines doit se faire dans le respect des intérêts de la société et des droits de la victime, l'insertion ou la réinsertion des condamnés ainsi que pour prévenir la récidive.
Les peines doivent être individualisées et permettre le retour progressif du condamné et éviter une remise en liberté sans suivi judiciaire.
Il comprend ensuite le droit pénitentiaire qui concerne le fonctionnement des établissements pénitentiaires, décrit les conditions de détention et les droits et contraintes des reclus, leur régime disciplinaire, le maintien de leurs liens familiaux, etc.
Il comprend enfin le droit de l'application des peines qui englobe l'étude des aménagements de toutes les peines (par exemple la prison), les règles de procédures concernant l'ensemble de ces décisions d'aménagements, les règles de compétence applicables et les recours contre ces décisions.

## Autorités d'exécution des peines
C'est le ministère public et les parties[réf. nécessaire] qui poursuivent l'exécution des peines en ce qui les concerne.
- ministère public → exécution pénale
- Parties → exécution civile[réf. nécessaire]
- Exception : Le Trésor public recouvre les amendes et les confiscations au nom du ministère public
- Juge de l'application des peines (JAP) rattaché au tribunal judiciaire (TJ)
- Service pénitentiaire d'insertion et de probation (SPIP)
- Tribunal de l'application des peines (art. 712-1, 712-3 CPP)
- Chambre de l'application des peines de la cour d'appel (art. 712-13 CPP)
- Cour de cassation (en cas de pourvoi contre un arrêt de la Chambre de l'application des peines, art. 712-15 CPP)
- Tribunal correctionnel (mesures d'exécution de confiscation de biens, art. 713-14 CPP)

## Juge de l'application des peines
Le juge de l'application des peines (JAP) est chargé de suivre la vie des condamnés à l'intérieur et à l'extérieur des prisons (Code de procédure pénale : articles 712-1 à 712-10).
Il intervient après condamnation à une peine privative ou restrictive de liberté. À ce titre, le juge d'application des peines fixe les principales modalités du traitement pénitentiaire.
Le JAP siège en chambre du conseil, c'est-à-dire à huis clos, sans public. Il statue le plus souvent après avis d'une commission de l'application des peines qu'il préside et dont sont membres le procureur de la République et le chef d'établissement pénitentiaire.

### Compétences
Lorsqu'il intervient en « milieu fermé », en prison, le juge de l'application des peines est compétent pour prononcer des mesures d'aménagement de peines. Il peut décider d'un placement à l'extérieur, d'une semi-liberté, d'une réduction, fractionnement ou suspension de peines, d'une libération conditionnelle et d'un placement sous surveillance électronique.
En milieu ouvert, le JAP est chargé de suivre et de contrôler le condamné dans l'exécution de sa peine. Il s'agit, en général, d'un emprisonnement avec sursis et mise à l'épreuve, d'un ajournement du prononcé de la peine, d'un travail d'intérêt général, d'une liberté conditionnelle ou d'un suivi socio-judiciaire.
Le JAP peut délivrer un mandat d'amener en cas d'inobservation par le condamné des obligations qui lui incombent ainsi qu'un mandat d'arrêt.

### Saisine
Le juge de l'application des peines statue sur demande du condamné ou sur réquisitions du procureur de la République. Il agit également d'office.

## Actes matériels
À l'issue de toute décision qui emporte déclaration de culpabilité, la juridiction qui a prononcé la peine édite des « fiches d'exécution » qui sont des extraits des minutes du greffe et sont certifiés par le greffier.
Au vu de ces fiches, le ministère public peut exécuter la peine : 
- fiche casier : casier judiciaire national
- fiche finance : autorisation de recouvrement pour le Trésor Public
- fiche écrou : mise à exécution d'une peine d'emprisonnement sans sursis
- "référence 7" : mise à exécution d'une peine restrictive du permis de conduire

## Mise à exécution
La décision ne doit pas être frappée d'appel et doit être en conséquence exécutoire.
La mise à exécution intervient quand la décision est devenue définitive (art. 708 C.P.P.)

### Prescription de la peine
Il peut être fait obstacle à l'exécution de la peine dans le cas où elle serait prescrite dès que la décision est définitive:
- pour un crime (réclusion criminelle jusqu'à la perpétuité) : 20 ans (art. 133-2 C.P.)
- pour un délit (peine de prison jusqu'à dix ans) : 6 ans  (art. 133-3 C.P.)
- pour une contravention (amende) : 3 ans  (art. 133-4 C.P.)

Les décisions civiles résultant d'une décision pénale se prescrivent selon les règles du code civil (art. 133-6 C.P.).

### Suspension ou fractionnement
La mise à exécution peut être suspendue ou fractionnée uniquement en cas de peine non privative de liberté pour des motifs graves (médical, familial, professionnel ou social).
La suspension ou le fractionnement est une décision prise par le ministère public ou sur sa proposition par le tribunal correctionnel ou de police pour un délai d'un mois.
Le tribunal correctionnel peut décider de la suspension ou du fractionnement uniquement pour des amendes, des jours-amende, une suspension du permis de conduire.

### Moyens de la mise à exécution
Le Procureur de la République et le Procureur général ont le droit de requérir directement l'assistance de la force publique (art. 709 C.P.P.).

### Incidents et contentieux de l'exécution
Ils sont portés devant la juridiction qui a prononcé la peine (art. 710 C.P.P.), sauf pour la Cour d'assises, la chambre de l'instruction est compétente.
Elle se prononce en matière de : 
- rectification d'erreur matérielle,
- confusion de peine (le tribunal compétent est celui qui a rendu une des décisions concernées ou celui du lieu de détention),
- toute demande (ex. : interprétation de jugement, refus de restitution par le Ministère Public)

L'audience est en chambre du conseil et la comparution est de droit uniquement à la demande du requérant (art. 711 C.P.P.)
En cas de besoin, commission rogatoire peut être ordonnée pour audition du prévenu, qui peut être réalisé par un membre du Tribunal.
Tout jugement sur l'incident est signifié aux parties intéressées à la requête du Ministère Public.

### Bilan de l'exécution
Le Procureur de la République établit un bilan annuel qui comprend (art. 709-2 C.P.P.) :
- l'état et des délais d'exécution

 (juillet 2024).
- le rapport du trésorier-payeur général sur le recouvrement des amendes

Ce rapport est rendu public au plus tard le 30 juin de chaque année.